# Praxibulus
Praxibulus is een geslacht van rechtvleugeligen uit de familie veldsprinkhanen (Acrididae). De wetenschappelijke naam van dit geslacht is voor het eerst geldig gepubliceerd in 1906 door Bolívar.

## Soorten
Het geslacht Praxibulus omvat de volgende soorten:
- Praxibulus actus Rehn, 1957
- Praxibulus duplex Rehn, 1957
- Praxibulus eurobodallae Key, 1989
- Praxibulus exsculptus Rehn, 1957
- Praxibulus hunteranus Key, 1989
- Praxibulus insolens Rehn, 1957
- Praxibulus laminatus Stål, 1878
- Praxibulus laticrista Key, 1989
- Praxibulus lewisi Key, 1989
- Praxibulus lophicus Key, 1989
- Praxibulus nexilis Rehn, 1957
- Praxibulus pallens Key, 1989
- Praxibulus queenslandicus Key, 1989
- Praxibulus stali Key, 1989
- Praxibulus tectatus Key, 1989
- Praxibulus triangularis Rehn, 1957
- Praxibulus triquetrus Key, 1989
- Praxibulus ulnaris Sjöstedt, 1921
- Praxibulus uncinatus Key, 1989
- Praxibulus whitei Key, 1989